# Paranisitra
Paranisitra is een geslacht van rechtvleugeligen uit de familie krekels (Gryllidae). De wetenschappelijke naam van dit geslacht is voor het eerst geldig gepubliceerd in 1925 door Lucien Chopard.

## Soorten
Het geslacht Paranisitra omvat de volgende soorten:
- Paranisitra diluta Gorochov, 2009
- Paranisitra longipes Chopard, 1925
- Paranisitra maculata Gorochov, 2009